# Britische Unterhauswahl 1906
- Labour: 29
- Liberals: 397
- IPP: 82
- Sonst.: 6
- Cons.: 155

Zusammensetzung des neu gewählten Unterhauses:
Regierung:
Punktuelle Unterstützung der Regierung:
Opposition:

Die britische Unterhauswahl 1906 fand vom 12. Januar bis 8. Februar 1906 statt, um die Abgeordneten für das Unterhaus (House of Commons) neu zu bestimmen. Das Ergebnis war ein deutlicher Sieg der Liberal Party.

## Hintergrund
Arthur Balfour stand seit 1902 einer Koalitionsregierung aus Konservativen und Liberalen Unionisten vor. In Folge eines Koalitionsstreits über die britische Zollpolitik trat er im Dezember 1905 zurück, woraufhin König Eduard VII. den Parteichef der Liberal Party, Henry Campbell-Bannerman, zum Führer einer Minderheitsregierung ernannte. Campbell-Bannerman setzte umgehend Neuwahlen für den folgenden Januar an.

## Wahlsystem und Parteien
Gewählt wurde nach dem Mehrheitswahl-System, eine Sperrklausel gab es nicht. Insgesamt traten 1.273 Kandidaten an, davon waren 114 ohne Gegenkandidat. Die meisten davon, 73, traten für die Irish Parliamentary Party an, 13 für die Konservativen und die Liberal Unionists und 27 Kandidaten für die Liberalen.
Herbert Gladstone, Chief Whip der Liberalen und Ramsay MacDonald, Sekretär des Labour Representation Committee, hatten bereits 1903 in einem geheimen Wahlabkommen vereinbart, dass die Liberalen in einigen Wahlkreisen zugunsten von Labour auf eigene Kandidaten verzichten würden. 31 der 50 Labour-Kandidaten traten so in Wahlkreisen an, in denen die Liberalen keinen Kandidaten aufgestellt hatten.

## Ausgang der Wahl
Die Regierung Campbell-Bannerman wurde mit großer Mehrheit der Sitze bestätigt. Die großen Verluste der Konservativen führten dazu, dass auch in vermeintlich sicher konservativen Wahlkreisen angetretene Spitzenpolitiker, darunter Balfour selbst, nicht mehr ins Unterhaus einziehen konnten. Das Labour Representation Committee (LRC) konnte bei seiner zweiten Unterhauswahl ebenfalls große Zugewinne verbuchen, 24 der 29 Sitze wurden dabei in Wahlkreisen geholt, in denen die Liberalen keinen Kandidaten aufgestellt hatten. Kurz nach der Wahl gab sich das LRC die heutige Bezeichnung Labour Party.

## Wahlergebnis

Ergebnisse in den Wahlkreisen. In einigen Wahlkreisen konnten zwei Kandidaten gewählt werden. Die Farben zeigen die Parteizugehörigkeit des jeweiligen Wahlkreisgewinners. Schraffiert sind Wahlkreise mit Gewinnern aus verschiedenen Parteien.

Insgesamt waren 7.264.608 Personen wahlberechtigt, die Wahlbeteiligung betrug 83,2 %.
| Partei  | Partei                                     | Stimmen   | Stimmen | Stimmen | Sitze  | Sitze |
| Partei  | Partei                                     | Anzahl    | %       | +/−     | Anzahl | +/−   |
| ------- | ------------------------------------------ | --------- | ------- | ------- | ------ | ----- |
|         | Liberal Party                              | 2.565.644 | 48,9    | +3,9    | 397    | +214  |
|         | Conservative Party und Liberale Unionisten | 2.278.076 | 43,4    | −6,8    | 156    | −246  |
|         | Labour Representation Committee            | 254.202   | 4,8     | +3,6    | 29     | +27   |
|         | Unabhängige Konservative                   | 42.155    | 0,8     | +0,4    | 3      | +3    |
|         | Irish Parliamentary Party                  | 33.231    | 0,6     | −1,2    | 82     | +5    |
|         | Unabhängige Labour                         | 18.886    | 0,4     | +0,4    | 1      | +1    |
|         | Social Democratic Federation               | 18.446    | 0,4     |         | 0      |       |
|         | Scottish Workers’ Representation Committee | 14.877    | 0,3     | +0,2    | 0      | ±0    |
|         | Free Trader                                | 8.974     | 0,2     |         | 0      |       |
|         | Unabhängige Lib-Lab                        | 4.841     | 0,1     |         | 1      |       |
|         | Unabhängige                                | 3.806     | 0,1     | −0,1    | 1      | +1    |
|         | Unabhängige Nationalisten                  | 1.800     | 0,0     | −0,1    | 1      | ±0    |
|         | Unabhängige Labour                         | 1.581     | 0,0     | −0,2    | 0      | −1    |
|         | Unabhängige Liberale Unionisten            | 153       | 0,0     | −0,1    | 0      | ±0    |
|         | Gesamt                                     | 5.246.672 | 100,0   |         | 670    |       |
| Quelle: |                                            |           |         |         |        |       |